# Réserve naturelle régionale des anciennes carrières de Cléty
La réserve naturelle régionale des anciennes carrières de Cléty (RNR233) est une réserve naturelle régionale géologique située dans le département du Pas-de-Calais, dans la région des Hauts-de-France. Classée en 2011, elle occupe une surface de 2 hectares et protège une carrière de craie dont le front de taille montre le processus d'évolution des dépôts d'algues fossilisés jusqu'à la craie.

## Localisation

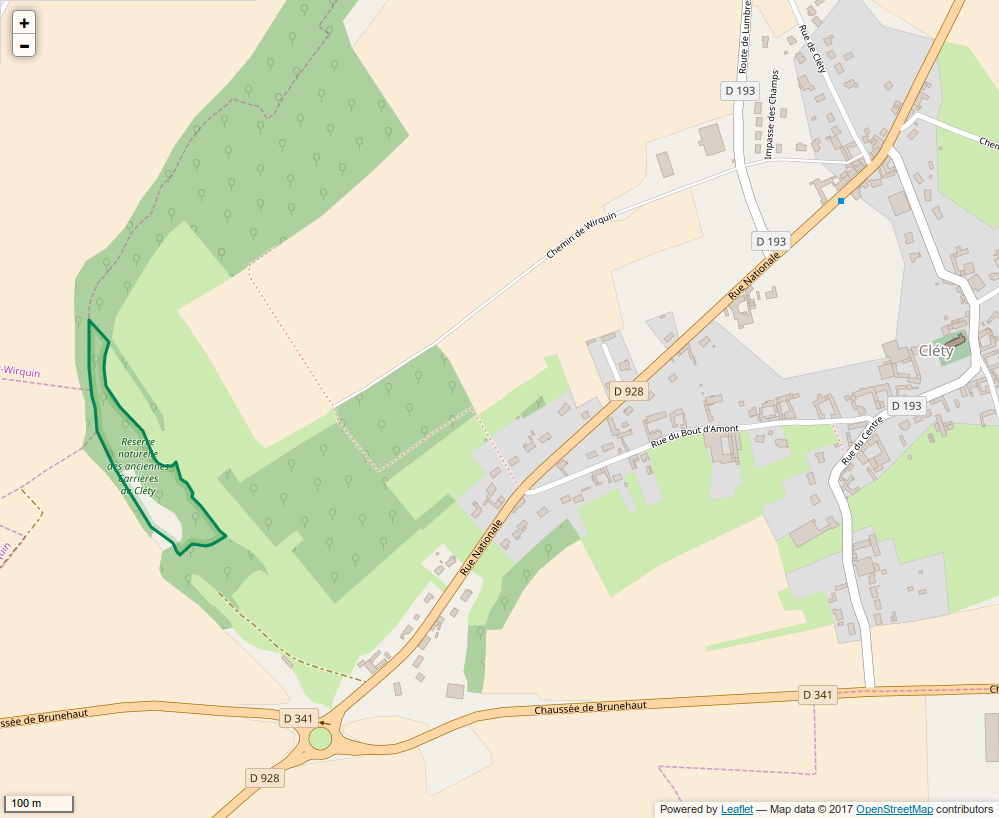
Périmètre de la réserve naturelle.

Le territoire de la réserve naturelle est situé dans le département du Pas-de-Calais, sur la commune de Cléty.

## Écologie (biodiversité, intérêt écopaysager…)
Les dépôts de craie datent de 90 millions d'années. Elle fut utilisée principalement pour la construction et l'amendement.

### Flore
On trouve une flore liée au substrat calcaire dont des orchidées (Ophrys abeille). Au total plus de 169 espèces végétales dont 11 patrimoniales.

### Faune
L'avifaune compte 20 espèces nicheuses. On trouve 26 espèces de papillons de jour. Les galeries de la carrière abritent des chauves-souris.

## Administration, plan de gestion, règlement
La réserve naturelle est gérée par le conservatoire d'espaces naturels du Nord et du Pas-de-Calais.

### Outils et statut juridique
La réserve naturelle a été créée par une délibération du conseil régional du Nord-Pas-de-Calais du 4 juillet 2011.